# Camilla Schelin
Camilla Gun Schelin, född 2 mars 1982 i Trångsunds församling i Stockholms län, är en svensk före detta fotbollsspelare. Hon är äldre syster till Lotta Schelin.
Schelin har spelat sju landskamper för Sveriges U17-landslag.

## Karriär
Schelins moderklubb är Kållereds SK. Hon spelade som ung även för Mölnlycke IF. Mellan åren 2000 och 2008 spelade Schelin för Kopparbergs/Göteborg FC. Hon spelade 87 matcher i Damallsvenskan samt 18 matcher i Svenska cupen.
Inför säsongen 2009 gick Schelin till division 1-klubben Jitex BK. Sommaren 2009 gick hon till division 2-klubben Sandarna BK. Inför säsongen 2010 gick Schelin till Falkenbergs FF. 2014 spelade Schelin för Lindome GIF, där hon även var assisterande tränare.